# Nefzaoua
Le Nefzaoua (arabe : نفزاوة) est une région située au sud-ouest de la Tunisie délimitée par les hautes steppes de la dorsale tunisienne au nord, le Chott el-Jérid à l'ouest, le Grand Erg oriental au sud, l'Arad à l'est et le plateau du djebel Dahar au sud-est.
Administrativement, le Nefzaoua correspond au territoire du gouvernorat de Kébili. Il couvre 2,208 millions d'hectares dont 15 300 hectares d'oasis.

## Étymologie
Historiquement, la région tire son nom du mot Inefzawen (Inefzaouen), nom d'une grande tribu berbère, les Nefzaoua[réf. souhaitée].